# Itinéraire de l'esprit vers Dieu

Itinéraire de l'esprit vers Dieu ou Itinéraire de l’âme vers Dieu (Itinerarium mentis ad Deum en latin), est un ouvrage de saint Bonaventure, composé au cours de l'année 1259, après une extase mystique lors d'une promenade sur le mont Alverne.

## Visée
L'Itinéraire de l'esprit vers Dieu est un ouvrage mystique composé de sept chapitres qui correspondent aux sept jours de la création. C'est à la fois un traité philosophique, théologique et mystique, qui propose une méditation sur le chemin de l'élévation spirituelle vers Dieu, sous le patronage de saint François d'Assise, fondateur de l'Ordre des frères mineurs.
Le prologue présente le projet ainsi : les six ailes du séraphin sont refermées sur lui-même : chaque méditation permet d'en lever une (les six premiers chapitres) ; la dernière méditation est le repos de l'extase mystique : « À l'exemple de notre père saint François, j'étais tout haletant à la recherche de cette paix, moi pauvre pécheur, indigne successeur du bienheureux père, depuis sa mort septième ministre général de ses frères. C'est alors qu’une inspiration, vers le trente-troisième anniversaire de son trépas, me conduisit à l'écart sur le mont Alverne, comme en un lieu de repos, avec le désir d’y trouver la paix de l'esprit. Là, tandis que je méditais sur les élévations de l'âme vers Dieu, je me remémorai, entre autres choses, le miracle arrivé en ce lieu à saint François lui-même : la vision du séraphin ailé en forme de croix. Or il me sembla aussitôt que cette apparition représentait l’extase du bienheureux père et indiquait l'itinéraire à suivre pour y parvenir.
Stanislas Breton montre que cet ouvrage est une odologie (science du chemin) plutôt qu'une ontologie (science de l'être)[réf. incomplète].

## Plan de l'ouvrage
- Prologue : plan analytique de l'Itinéraire
- Chapitre I : « Degrés d'élévation à Dieu et contemplation de Dieu par ses vestiges dans l’univers »
- Chapitre II : « Contemplation de Dieu dans ses vestiges à travers le monde sensible »
- Chapitre III : Contemplation de Dieu par son image gravée dans nos facultés naturelles »
- Chapitre IV : Contemplation de Dieu dans son image réformée par les dons de la grâce »
- Chapitre V : Contemplation de l'unité divine par son premier nom : l’Être »
- Chapitre VI : « Contemplation de la bienheureuse Trinité dans son nom : le Bien »
- Chapitre VII : « De l’extase mystique où notre intelligence se tient en repos, tandis que notre ferveur passe tout entière en Dieu »

Les chapitres I et II correspondent à la contemplation de Dieu à l'extérieur de nous (théologie symbolique), les chapitres III et IV à l'intérieur de nous (théologie spéculative) et les chapitres V et VI au-dessus de nous (théologie mystique). Chaque moment est séparé en per (par) et in (dans). Le per est accessible par nos seules facultés ; le in est uniquement accessible par la conversion de ces facultés par Dieu. Le per représente un mouvement ascendant (montée de l'âme vers Dieu) et le in représente un moment descendant (Dieu vers l'homme).

## Contenu de l'ouvrage

### Hiérarchie des êtres créés
Saint Bonaventure propose, au chapitre II, de hiérarchiser ainsi les êtres de l'univers créé, en partant des inférieurs : d'abord les minéraux et les végétaux (qui ne sont que des corps), puis les animaux (pour lesquels la substance spirituelle ne fait qu'un avec leur corps), ensuite les hommes (union d'un corps et d'une âme qui sont cependant distincts), enfin les esprits célestes, « intelligences » selon les philosophes et anges selon les chrétiens, qui sont au sommet.

### La Trinité
Saint Bonaventure justifie conceptuellement le dogme de la Trinité chrétienne, au ch. III : 
« Si donc Dieu est un esprit parfait, il possède la mémoire, l'intelligence et la volonté ; il a un Verbe engendré et un amour qui émane de lui et du Verbe. Et comme ces trois choses sont distinctes nécessairement, puisque l'une est produite par l'autre ; que d'un autre côté cette distinction ne réside point dans l'essence divine et qu'elle n'est point accidentelle, il s'ensuit qu'elle est personnelle. »
Saint Bonaventure fonde ainsi la distinction des trois personnes à partir de la distinction des trois facultés, correspondant à trois réalités : Dieu est la mémoire (l'éternité) et le géniteur (le Père) du Verbe, l'intelligence est le Verbe engendré (le Fils), et la volonté est l'amour, c'est-à-dire le Saint-Esprit. Puisque le Verbe est engendré et que l'amour émane à la fois de Dieu et du Verbe, il s'agit de trois personnes distinctes, mais puisque Dieu est simple, ces trois personnes sont également une. Bonaventure parle de trois personnes « coéternelles, coégales et cosubstantielles, de sorte que chacune des trois est en chacune des deux autres ».

### Tripartition de la philosophie
Saint Bonaventure se sert du modèle de la Trinité pour définir et distinguer trois philosophies (ou « sciences » les deux termes sont synonymes au Moyen Âge), eux-mêmes subdivisées en trois parties : philosophie naturelle, philosophie rationnelle et philosophie morale.

Le théologien franciscain écrit que : 
« La première traite du principe des êtres et nous conduit ainsi à la puissance du Père, la seconde traite de la nature de notre intelligence et nous amène à la sagesse du Verbe ; la troisième nous enseigne à bien vivre, et elle nous montre la bonté du Saint-Esprit. »
La philosophie naturelle comprend la métaphysique, la mathématique et la physique, correspondant respectivement au Père, au Fils et au Saint-Esprit, toujours suivant la logique trinitaire. La philosophie rationnelle, quant à elle, comprend la grammaire, la logique et la rhétorique : c'est le trivium, première étape de l'enseignement universitaire dans la scolastique médiévale. Enfin, la philosophie morale comprend une partie individuelle, une partie économique et une partie sociale.